# Венедиктов Євген Михайлович
Венедиктов Євген Михайлович (1895 — 04.05.1918) — військовий діяч.
У роки Першої світової війни — штабс-капітан. Під час війни Радянської України за підтримки РСФРР проти УНР 1917—1918 — начальник штабу радянських військ Бессарабського р-ну, організатор і керівник Особливої армії Одеського військового округу, начальник штабу і командир Тираспольського загону, командир 2-ї революційної армії, що вела бої з німецькими військами та частинами УЦР у районі Донбасу.
4 травня 1918 потрапив у полон і був убитий козаками в станиці Казанська області Війська Донського (нині станиця Ростовської обл., РФ).